# Paranomus bolusii
Paranomus bolusii är en tvåhjärtbladig växtart som först beskrevs av Gandoger, och fick sitt nu gällande namn av Margaret Rutherford Bryan Levyns. Paranomus bolusii ingår i släktet Paranomus och familjen Proteaceae. Inga underarter finns listade i Catalogue of Life.